# King Faraday
King Faraday è un agente segreto immaginario presente nei fumetti della DC Comics. Comparve per la prima volta in Danger Trail (prima serie) n. 1 (luglio 1950), e fu creato da Robert Kanigher e Carmine Infantino.

## Biografia del personaggio
Fu chiamato "King" da suo padre per scherzo, giocando sulla frase "King For A Day" (dall'inglese, Re Per Un Giorno).
Ex soldato, divenne agente di controspionaggio per il governo statunitense e si impegnò in una serie di casi standard di spionaggio. Alcune delle sue avventure presenti in Danger Trail furono riprese in Showcase n. 50 (maggio-giugno 1964) sotto il titolo di "I-Spy". Da lì in poi, Faraday fu inserito a pieno titolo nell'Universo DC come membro del Central Bureau of Intelligence. Ad un certo punto fu il mentore di Nightshade. Infatti fu lui che riuscì a fare entrare lei e Tigre di Bronzo nella Task Force X. Si alleò persino con Batman di quando in quando. In due di queste occasioni aiutò Batman a catturare Due-Facce.
In Un Anno Dopo, divenne membro di Checkmate, coprendo il ruolo di Alfiere della Regina Bianca, Amanda Waller.

### La Nuova Frontiera
Faraday gioca un ruolo fondamentale nella serie alternativa DC: La nuova frontiera. Conduce un gruppo di resistenza al fine di arrestare una grande quantità di entità super potenti. Utilizza numerosi metodi illegali, come preparare una trappola per Barry Allen, anche se non commette nessun crimine. Nonostante tutto forma una forte amicizia con Martian Manhunter. Verrà ucciso nell'ultimo numero della serie mentre difende il suo amico da un attacco psichico.

## Competenze e abilità
Faraday non possiede nessuna abilità super umana ma fu addestrato nel controspionaggio, nel combattimento corpo a corpo. In più, è un mirabile cecchino.

## Altri media

### Televisione
- King Faraday comparve nella serie animata Justice League Unlimited. La sua prima comparsa avvenne nella puntata "Nuove Coppie", in cui era un agente federale incaricato di sorvegliare Steven Mandragora, che però fuggì. Si scoprì poi nell'apertura della seconda stagione "La legione" che egli era il collegamento della Justice League presso il governo degli Stati Uniti. Nell'episodio "L'antico marinaio", lui e un gruppo di agenti federali comparvero provvisti di jet-pack e aiutarono Wonder Woman in un combattimento contro la Società Segreta (che cercavano di appropriarsi del cadavere di Viking Prince). Un punto di interesse in questa scena fu quando si riferì ai suoi colleghi agenti come "scansa fatiche", slogan associato più che altro a Nick Fury, personaggio della Marvel Comics preceduto da Faraday.
- King Faraday comparve nell'episodio "Performance" della serie animata Young Justice. Lo si vede mentre investiga al Circo di Jack Haly dato che ogni posto che aveva visitato per investigare avevano subito furti tecnologici. Successivamente, Faraday giunse a Ginevra con i suoi colleghi per arrestare il Parassita e piazzargli al collo un collare inibitore.

### Film
- L'attore Phil Morris prestò la sua voce a King Faraday nell'adattamento animato di Darwyn Cooke Justice League: The New Frontier. Nella versione del film, Faraday muore della stessa morte di un personaggio di nome Johnny Cloud nella versione in fumetto: muore innescando delle granate mentre sta per essere divorato da un dinosauro.
- King Faraday comparve nel film d'animazione Catwoman: Braccata.